# Aeropuerto Antonio Roldán Betancourt
 Aeropuerto Antonio Roldán Betancourt is een luchthaven in de Colombiaanse stad Carepa.